# Fu Manchu (banda)
O Fu Manchu é uma banda de stoner rock do sudeste da Califórnia, que lançaram em 1990 seu primeiro single chamada Keep Between Trees. As letras da banda são todas inspiradas em tópicos como arcades, Muscle car dos anos 1970, e mitos como UFO's e sobre skate. apareceram em muitas coletâneas nos Estados Unidos como no jogo Tony Hawks Pro Skater e também na dos eventos X Games da ESPN Americana, recentemente foram convidados a tocar no programa americano Monster Garage. A banda conseguiu lançar ótimos álbuns e reforçou a fama de fazer ótimos shows, já excursionando com as bandas Kyuss, Monster Magnet, Marilyn Manson, Clutch, Corrosion of Conformity e White Zombie.

## História
A banda foi formada originalmente em 1987 como uma banda de metal alternativo primeiramente batizada de Virulence. Suas primeiras influências foram bandas como Black Flag e Bl'ast!. A formação era Ken Pucci no vocal, Scott Hill na guitarra, Greg McCaughey no baixo e Ruben Romano na bateria. Em 1989 lançaram um LP chamado If This Isn't a Dream… lançado pela gravadora independente Alchemy Records. Em 1990 o vocalista Ken Pucci sai da banda logo sendo substituído por Glen Chivens, após o ocorrido a banda muda o nome da banda para Fu Manchu (nome baseado no personagem fictício Fu Manchu, que é um gênio do crime chinês que apareceram em livros e seriados). Logo após isso lançam um single chamado Kept Between Trees pelo selo Slap A Ham Records. Nesse álbum ainda a uma forte influência de hardcore. Mas logo, a banda vira mergulhar em um som mais hard rock estilo anos 1970. Duas saídas ocorrem na banda, o vocalista Glen e o baixista Greg, esse último é substituído por Mark Abshire, o motivo de suas saídas aconteceu por que eles achavam que a banda estava seguindo um modismo, pois nos anos 1990, época das bandas da Sub Pop, quase todas tinham essa influência do rock dos anos 1970. Cansado de trocar de vocalista, o guitarrista Scott Hill assumiu o vocal e chamou mais o guitarrista Scott Votaw para se juntar a banda. Em 1992 a banda lançou três singles em 7": "Senioritis," "Pick Up Summer," e "Don't Bother Knockin' (If This Vans Rockin'). Em 1993, o guitarrista Scott Votaw sai da banda dando lugar a Eddie Glass.
Nos anos 1990 com o sucesso do Nirvana e da cena grunge de Seattle, o Fu Manchu foi sondado por uma gravadora major que até bancou uma demo, mas a banda preferiu lançar por uma gravadora independente. Em 1993 sai o primeiro álbum, chamado No One Rides For Free pelo selo Bong Load Records.
O baixista Abshire deixou a banda após lançarem o segundo álbum Daredevil em 1995, sendo substituído por Brad Davis (baixista). O baterista Romano e o guitarrista Glass saem pouco tempo após o lançamento do terceiro álbum In Search Of… lançado em 1996 sendo substituído pelo ex-Kyuss, Brant Bjork na bateria e Bob Balch na guitarra. Com essa formação gravam o álbum de maior repercussão da banda, The Action Is Go lançado em 1997. Depois de algumas turnês de sucesso sai os álbuns Eatin Dust em 1999 e um ano depois sai o álbum King of the Road de 2000. Romano e Abshire formaram o power trio Nebula (que já tocou no Brasil), que é o lado psicodélico do Fu Manchu expandido. O grupo comenta que a amizade continua até hoje e que nos shows de ambas as bandas é normal você ver as pessoas usando a camisa das duas bandas.
Brant Bjork deixou a banda em 2002 após o lançamento de California Crossing para investir em sua carreira solo, entrando em seu lugar Scott Reeder (não confundir com o ex-baixista do Kyuss). Em 2003, lançam seu primeiro álbum ao vivo Go for it… Live! e logo após entram em estúdio para lançar em 2004 seu último álbum lançado, Start The Machine.
Em 2006, a banda assina com a gravadora Century Media, e lançou em 2007, o disco We Must Obey, que contou com a produção Andrew Alekel. A banda passou 2007 e 2008 em turnê de divulgação do disco. Em fevereiro de 2008, a canção Mongoose apareceu na propaganda da Toyota durante o Super Bowl.
O décimo disco da carreira do conjunto, Signs Of Infinite Power foi lançado em outubro de 2009, em 2014 lançam o décimo primeiro, Gigantoid e em 9 de fevereiro de 2018 o décimo segundo, Clone of the Universe.

## Integrantes

### Formação atual
- Scott Hill (vocal e guitarra)
- Bob Balch (guitarra)
- Brad Davis (baixo)
- Scott Reeder (bateria)

### Ex-membros & participações especiais
- Glen Chivens (vocal)
- Scott Votaw (guitarra)
- Eddie Glass (guitarra)
- Mike Cooper-Smith (guitarra)
- Greg McCaughey (baixo)
- Mark Abshire (baixo)
- Ruben Romano (bateria)
- Brant Bjork (bateria)
- Josh Homme (percussão)

## Discografia

### Álbuns de estúdio
- If This Isn't a Dream... (1989) (a banda ainda se chamava Virulence)
- No One Rides for Free (1994)
- Daredevil (1995)
- In Search Of... (1996)
- The Action Is Go (1997)
- Return to Earth 91-93 (1998)
- Eatin' Dust (1999)
- King of the Road (1999/2000)
- California Crossing (2002)
- Go for it... Live! (2003)
- Start the Machine (2004)
- We Must Obey (2007)
- Signs Of Infinite Power (2009)
- Gigantoid (2014)
- Clone of the Universe (2018)
- The Return of Tomorrow (2024)

### Singles e EP's
- Kept Between Trees (1992)
- Seniorists/Pinbuster (1992)
- Pick-Up Summer (1992)
- Don't Bother Knockin (If This Van Rockin') (1992)
- Tilt (1995)
- Missing Link b/w Ojo Rojo (1996)
- Asphalt Rising b/w Chevy Van (1996)
- Godzilla (1997)
- Evil Eye (1997)
- Jailbreak (1998)
- Over The Edge (1998)
- Something Beyond (2004)
- Hung Out to Dry (2006)

### Compilações
- Burn One Up (1997)
- Music From The X Games Vol. 3 (1998)